# Kang Min-kyung
Đây là một tên người Triều Tiên, họ là Kang.
Kang Min-kyung (sinh ngày 3 tháng 8 năm 1990), hay còn được viết là Kang Min-kyeong, là một nữ ca sĩ và diễn viên người Hàn Quốc. Cô và Lee Hae-ri  là bộ đôi  K-pop/R&B mang tên Davichi, bắt đầu nổi tiếng khi phát hành album đầu tay của họ Amaranth vào năm 2008.  Davichi đã từng tung ra 2 album phòng thu, một số EP và đĩa đơn, với những ca khúc hit "Cry Again", "The Letter", "Do not Say Goodbye", "8282", "Time, Please Stop", "Turtle", "Be Warmed" và "Because I Miss You Today". Kang Min-kyung cũng theo đuổi sự nghiệp diễn xuất, cô xuất hiện trong bộ phim truyền hình như Nước mắt và nụ cười (2010), Hoàng Tử Ma Cà Rồng (2011), Haeundae Lovers (2012) và bộ phim Best lover (2015).

## Danh sách đĩa nhạc

### Davichi
Đối với sự nghiệp của Kang Min-kyung của Davichi với, mời xem Davichi.

### Solo
| Năm  | Tên bài hát                     | Sáng tác                           | Ghi chú                            |
| ---- | ------------------------------- | ---------------------------------- | ---------------------------------- |
| 2008 | "Happy Together"                | Park Ji-heon and Kang Min-kyung    | Single                             |
| 2009 | "If You Pretend"                | Kim Jong-wook feat. Kang Min-kyung | Track 1 from EP One Fine Day       |
| 2009 | "Just Like the First Time"      | Lee Seung-gi feat. Kang Min-kyung  | Track 12 from album Shadow         |
| 2010 | "Beggin U"                      | EZ-Life feat. Kang Min-kyung       | Single                             |
| 2010 | "Udon"                          | Kang Min-kyung and Son Dong-woon   | Single                             |
| 2011 | "Tonight"                       | Jay Park feat. Kang Min-kyung      | Track 3 from EP Take a Deeper Look |
| 2012 | "Farewell Is Coming"            | Kang Min-kyung                     | Track 4 from Haeundae Lovers OST   |
| 2013 | "Sad Promise (That's My Fault)" | SPEED feat. Kang Min-kyung         | Track 3 from album Superior Speed  |
| 2014 | "Haeundae"                      | Vibe feat. Kang Min-kyung          | Track 2 from album Ritarando       |

## Danh sách phim

### Phim truyền hình
| Năm  | Phim             | Vai            | Kênh |
| ---- | ---------------- | -------------- | ---- |
| 2010 | Smile, Mom       | Shin Dal-rae   | SBS  |
| 2011 | Vampire Idol     | Kang Min-kyung | MBN  |
| 2012 | Haeundae Lovers  | Hwang Joo-hee  | KBS2 |
| 2015 | The Dearest Lady | Han Ah-reum    | MBC  |

### Show Truyền hình
| Năm  | Chương trình            | Kênh | Ghi chú                               |
| ---- | ----------------------- | ---- | ------------------------------------- |
| 2011 | Immortal Songs 2        | KBS2 | Thí sinh                              |
| 2012 | Imagination Love Battle | JTBC |                                       |
| 2015 | Dating Alone            | JTBC | Virtual lover,Tập 5-6 cùng Zhang Yuan |
| 2015 | 2 Days & 1 Night        | KBS2 | Khách mời, tập 384-385                |
| 2016 | Running Man             | SBS  | Khách mời, tập 322                    |
| 2016 | Duet Song Festival      | MBC  | Thí sinh cùng Kim Min-ho (Tập 29-30)  |
| 2016 | Knowing Bros            | JTBC | Khách mời, tập 48                     |